# Jacques-Marie-Adrien-Césaire Mathieu
Jacques-Marie-Adrien-Césaire Mathieu, francoski rimskokatoliški duhovnik, škof in kardinal, * 20. januar 1796, Pariz, † 9. julij 1875.

## Življenjepis
1. junija 1822 je prejel duhovniško posvečenje. 
23. septembra 1832 je bil imenovan za škofa Langresa; potrjen je bil 17. decembra istega leta in škofovsko posvečenje je prejel 10. februarja 1833.
22. junija 1834 je bil imenovan za nadškofa Besançona; potrjen je bil 30. septembra istega leta.
30. septembra 1850 je bil povzdignjen v kardinala in 18. marca 1852 je bil imenovan za kardinal-duhovnika S. Silvestro in Capite.